# Ceratops
Ceratops («рогатая морда») — род динозавров из семейства цератопсид, представители которого обитали в позднемеловом периоде (верхний мел).

## История

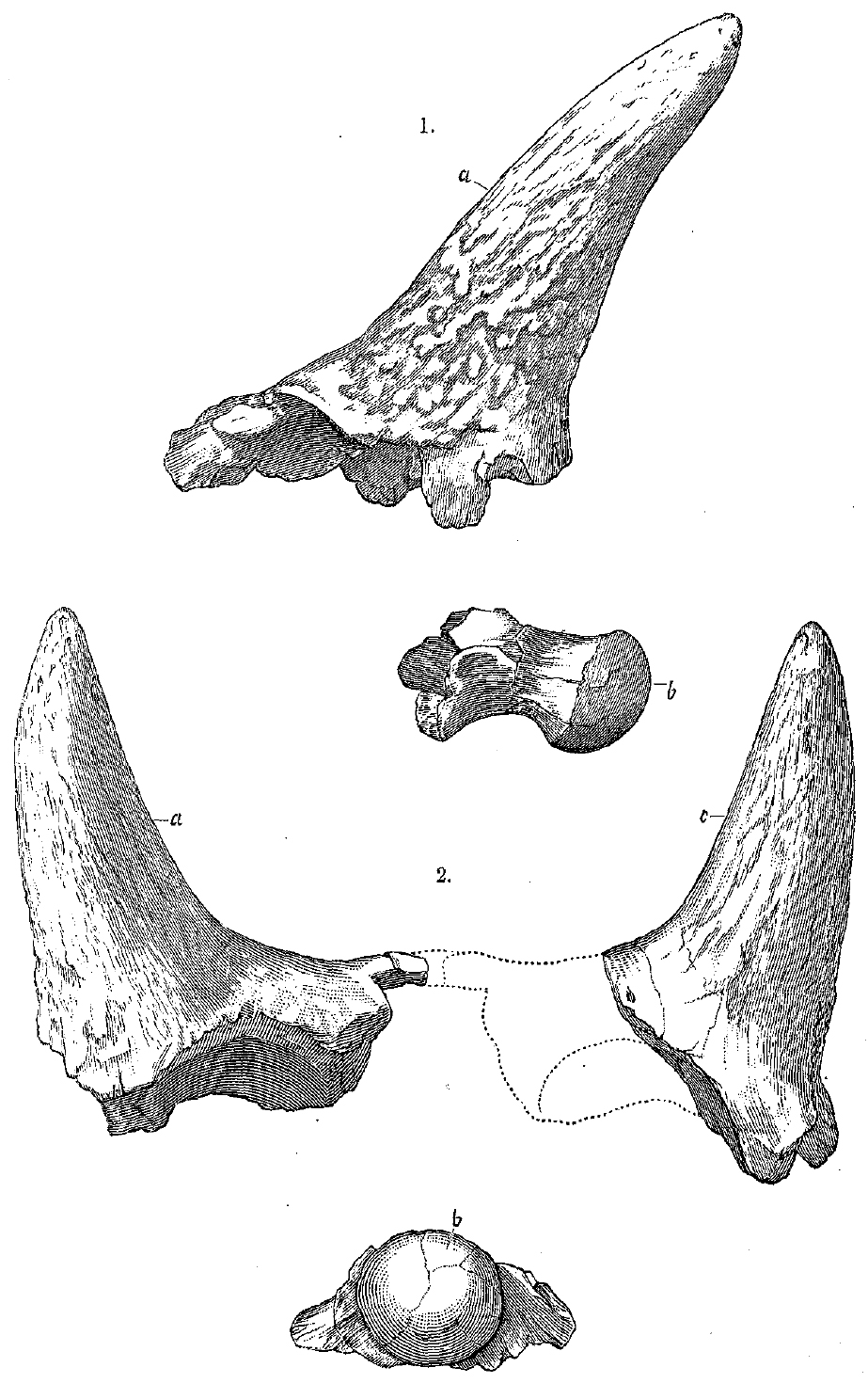
Иллюстрация типового образца, выполненная Маршем

Первые ископаемые остатки, считающиеся принадлежащими роду Ceratops (мыщелок затылочной кости, и пара оснований рога), были найдены Джоном Беллом Хэтчером, (англ. John Bell Hatcher, 1861—1904) летом 1888 года в Монтане, в формации Джудит Ривер (англ. Judith River Formation). О. Марш первоначально счёл животное подобием стегозавра, но с двумя рогами на голове.
Несмотря на то, что о Ceratops очень мало известно, этот динозавр чрезвычайно важен для истории надотряда динозавров, потому что это типовой род, давший начало одновременно инфраотряду и семейству цератопсовых. Открыто так мало его ископаемых остатков, что точно установить по ним таксон животного оказалось невозможно, поэтому он считается nomen dubium — сомнительным родовым именем.

### Классификация
Ceratops относится к инфраотряду рогатых динозавров — группе растительноядных динозавров с похожими на попугайские клювами, обитавших в Северной Америке и Азии в меловом периоде.
В 1999 году Пенкальски и Додсон пришли к заключению, что Ceratops следует считать сомнительным таксоном из-за недостатка материала.
В Колорадо были обнаружены[когда?] новые материалы, которые могут привести к пересмотру систематического положения Ceratops.

### Виды
- Ceratops montanus (Marsh, 1888) — монтанский цератопсtypus (USNM 2411)
- Ceratops alticornis (Marsh. 1887/1889) — цератопс высокорогий. Первоначально пара оснований рога была принята Маршем за рога гигантского бизона. В 1889 году Марш понял, что ошибся, и признал, что эти рога принадлежат открытому им цератопсу. Сегодня они считаются первыми и самыми южными из известных станков трицератопса. Цератопс высокорогий, также как и трицератопс, считается сомнительным видом.
- Ceratops belli (Lambe/Hatcher vide Stanton & Hatcher, 1905) — цератопс Белла, хазмозавр
- Ceratops Canadensis (Lambe, 1902/Hatcher vide Stanton & Hatcher, 1905) — цератопс канадский, эоцератопс
- Ceratops horridus (Marsh, 1889) — цератопс ужасный, трицератопс. Череп трицератопса ужасного был первым сохранным черепом цератопса, давшим Маршу возможность правильно понять значение всех остальных найденных образцов. С тех пор все ранее найденные образцы вида стали относить к трицератопсам.
- Ceratops paucidens (Marsh, 1888/1890) — цератопс редкий; сомнительный вид, отнесённый к Lambeosaurus Ламбе.
- Ceratops recurvicornis (Cope, 1890/Hatcher vide Stanton & Hatcher, 1905) — цератопс обратногнуторогий